# Budince
Budince (hongrois : Budaháza) est un village de Slovaquie situé dans la région de Košice.

## Histoire
Première mention écrite du village en 1332.
La localité fut annexée par la Hongrie après le premier arbitrage de Vienne le 2 novembre 1938. En 1938, on comptait 151 habitants dont 7 d'origines juives. Elle faisait partie du district de Veľké Kapušany (hongrois : Nagykaposi járás). Le nom de la localité avant la Seconde Guerre mondiale était Budaháza. Durant la période 1938 - 1945, le nom hongrois Budaháza était d'usage. À la libération, la commune a été réintégrée dans la Tchécoslovaquie reconstituée.

## Démographie

### Évolution de la population
| Année:               | 1994. | 2004.    | 2014.   | 2024.   |
| -------------------- | ----- | -------- | ------- | ------- |
| Nombre de personnes: | 182   | 213      | 215     | 233     |
| Différence:          |       | +17,03 % | +0,93 % | +8,37 % |

| Année:               | 2023. | 2024.   |
| -------------------- | ----- | ------- |
| Nombre de personnes: | 226   | 233     |
| Différence:          |       | +3,09 % |

## Politique
| Nom           | Parti politique      | Date de l'élection | Fin du mandat |
| ------------- | -------------------- | ------------------ | ------------- |
| Lórant Juhász | Candidat indépendant | 02.12.2006         | Déc. 2010     |